# Filandia
Filandia, je mesto in občina v severnem delu departmaja Quindío, Kolumbija. Nahaja se na zahodni strani gorovja Cordillera Central v Andih, ki teče skozi osrednjo Kolumbija.